# Bill Viola

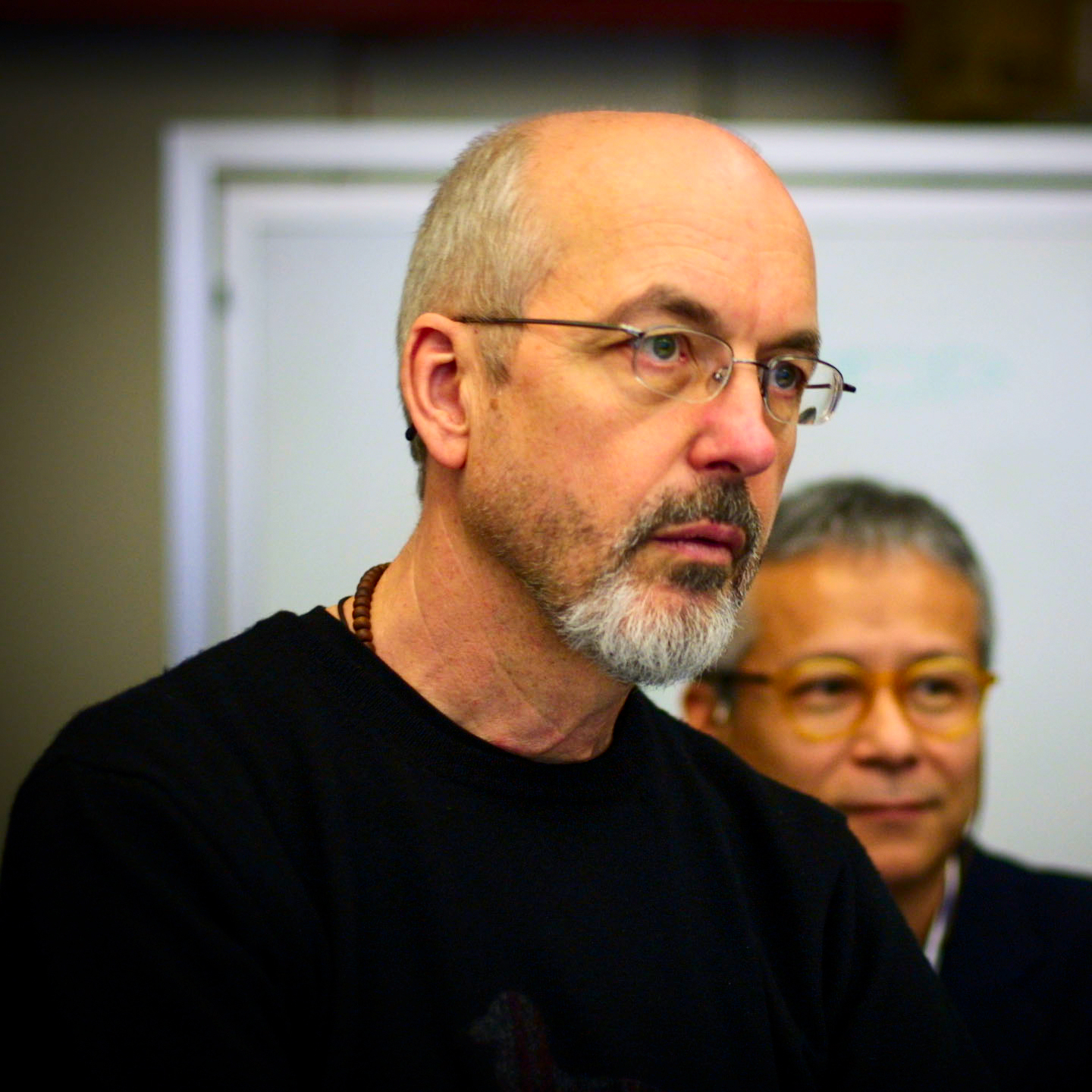
Bill Viola (2009)

Bill Viola (* 25. Januar 1951 in New York City; † 12. Juli 2024 in Long Beach, Kalifornien) war ein US-amerikanischer Video- und Installationskünstler.

## Leben
Bill Viola studierte an der Syracuse University bei Jack Nelson und Franklin Morris. Von 1974 bis 1976 lebte er in Florenz, wo er die Video-Künstler Nam June Paik, Bruce Nauman und Vito Acconci kennenlernte. In Florenz arbeitete er als technischer Direktor bei Art/tapes/22. Art/tapes/22 war ein von Maria Gloria Conti Bicocchi geleitetes Studio, in dem mit neuartigen Methoden der Videoproduktion experimentiert wurde. Auf Reisen studierte er das traditionelle Schauspiel und die traditionelle Musik auf den Salomonen, Java, Bali und in Japan und Indien. Von 1973 bis 1980 arbeitete er mit dem Avantgardekomponisten David Tudor zusammen. Von 1976 bis 1980 arbeitete er für das WNET Channel 13-Fernsehstudio in New York.
In Deutschland war es vor allem Wulf Herzogenrath, der ihn schon 1974 zu einer Gruppenausstellung im Kölnischen Kunstverein einlud und 1977 als Leiter des Videobereichs der documenta 6 zeigte er Violas Video-Installation He Weeps for You. Im selben Jahr wurde Viola von Kira Perov an die La Trobe University in Melbourne eingeladen. Perov folgte ihm 1978 nach New York, heiratete ihn und betreut, neben ihrer eigenen Arbeit als Photographin, seit dem Violas Videoproduktion, Publikationen, Ausstellungen und sein Photoarchiv. 1979 reisten Viola und Perov in die Sahara. 1980/81 lebten beide in Japan, studierten Zen bei Daien Tanaka und kehrten danach in die USA zurück.
Bei der 42. Ausgabe der Biennale in Venedig 1986 war Viola in der zentralen Ausstellung beteiligt. 1987 organisierten das Museum of Contemporary Art, Los Angeles, und das Stedelijk Museum in Amsterdam zusammen die ausgedehnt tourende Themenausstellung The Arts for Television, in der auch Violas Werk vertreten war. Eine Station war wiederum der Kölnische Kunstverein, wo Wulf Herzogenrath 1989 zum Abschluss seiner Tätigkeit dort eine große Retrospektive zur Videokunst der letzten 25 Jahre zeigte, inklusive Bill Viola (Video-Skulptur: retrospektiv und aktuell, 1963–1989).
Jean-Christophe Ammann beauftragte Viola 1990 für das neue Museum für Moderne Kunst Frankfurt, eine permanente Video-Klang-Installation für einen Raum des Museums zu realisieren. Die Eröffnungsausstellung des Museums war auch Premiere von The Stopping Mind (1991). Über vier Video-Beamer werden auf vier im Quadrat angeordnete Videoleinwände rasend bewegte, teils verwischte und von lauten Geräuschen begleitete Bilder verschiedener Realitätsbereiche projiziert. Der Betrachter, der sich innerhalb der vier Screens aufhält, hört nach plötzlichem Stillstand der Videobilder eine Stimme, die in monotonem Gleichklang einen Text über das Bewusstsein des Menschen spricht. Viola führt den Betrachter mit seiner Installation sukzessive zu einer intensiveren Wahrnehmung des Selbst und der Welt.
Zusammen mit dem Ensemble Modern beauftragte die Redaktion Arte  Bill Viola 1994 mit einem Video auf das Werk Désert von Edgar Varèse, das bei seiner Uraufführung am 2. Dezember 1954 in Paris einen Skandal ausgelöst hatte und das für die Videoproduktion zuvor beim Hessischen Rundfunk unter Leitung von Péter Eötvös eingespielt wurde. Im Oktober 1994 wurde das Video in Wien vor Publikum aufgeführt.
1995 wurde Viola eingeladen, eine Installation für den Pavillon der Vereinigten Staaten auf der 46. Biennale von Venedig zu konzipieren. Buried Secrets wurde anschließend in der Kestnergesellschaft, Hannover gezeigt. Im Jahr 1997 begann die vom Whitney Museum of American Art organisierte retrospektive Wanderausstellung mit Werken aus 25 Jahren, von Los Angeles County Museum of Art (1997), dem Whitney in New York (1998), dann Stedelijk Museum, Amsterdam (1998) und dem Museum für Moderne Kunst, Frankfurt (1999) als europäische Stationen, schließlich im San Francisco Museum of Modern Art (1999) und dem Art Institute of Chicago (1999–2000).
Ab 2000 war Viola Mitglied der American Academy of Arts and Sciences.
2004 schuf Viola in Kooperation mit Peter Sellars und Esa-Pekka Salonen eine Neuproduktion von Richard Wagners Oper Tristan und Isolde, die vom Los Angeles Philharmonic Orchestra im Dezember 2004, an der Opéra Bastille in Paris 2005 und am Lincoln Center for the Performing Arts in New York 2007 aufgeführt wurde.
Bill Viola lebte mit seiner Frau Kira Perov und ihren beiden Kindern in Long Beach, wo er am 12. Juli 2024 im Alter von 73 Jahren an den Folgen einer Alzheimer-Erkrankung starb.

## Preise und Auszeichnungen
- 1980: Japanisch-amerikanisches Kunststipendium des National Endowment for the Arts (NEA) und dem  japan. Kulturministerium[14]
- 1982: Videokunst-Stipendium der Rockefeller Foundation
- 1983: Stipendium für Bildende Künstler, Bereich Video, des NEA
- 1984: Polaroid Videokunstpreis für außergewöhnliche Leistung
- 1985: Guggenheim-Stipendium für Video
- 1987: Maya Deren Award des American Film Institute
- 1988?: Preis der MacArthur-Stiftung
- 1989: Medienkunstpreis des UKM
- 1993: erster deutscher Medienkunstpreis des Zentrums für Kunst und Medientechnologie Karlsruhe und dem Siemens Kulturprogramm
- 2009: Eugene McDermott Award in the Arts
- 2011: Praemium Imperiale/Kunst[15]
- 2011: Assoziiertes Mitglied der Académie royale des Sciences, des Lettres et des Beaux-Arts de Belgique[16]

Bill Viola war Ehrendoktor der Syracuse University (1995), des Art Institute of Chicago (1997), des California Institute of the Arts and Craft, Oklahoma (1998), des Massachusetts College of Art, Boston, des California Institute of the Arts, Valencia CA (2000), der University of Sunderland, England (2000), des Royal College of Art London (2004), des Columbia College, Chicago (2005), des Otis College of Art and Design, Los Angeles (2006) und der Universität Lüttich (2011).

## Werke (Auswahl)
- 1976: He Weeps for You[18]
- 1977–1979: The Reflecting Pool, Chott el-Djerid (A Portrait in Light and Heat)
- 1978: The Ancient of Days[19]
- 1983: An Instrument of Simple Sensation
- 1983: Room for St. John of the Cross[20]
- 1983: Anthem
- 1986: I Do Not Know What It Is I Am Like
- 1988: The Sleep of Reason
- 1989: The City of Man
- 1991: The Stopping Mind
- 1992: The Sleepers
- 1992: Threshold
- 1992: The Passing[21]
- 1992: Heaven and Earth
- 1992: The Arc of Ascent
- 1992: Nantes Triptych
- 1993: Tiny Deaths
- 1994: Pneuma
- 1994: Stations
- 1994: Déserts
- 1995: The Greeting
- 1995: The Veiling
- 1996: The Crossing, The Messenger
- 2000: The World of Appearances
- 2000: Mary[22]
- 2000: The Quintet of the Silent[23]
- 2002: Emergence[24]
- 2002: The Silent Sea[25]
- 2002: Observance[26]
- 2002: Going Forth by Day (Violas erste Produktion in High Definition Video)[27]
  - The Path, zweiter Teil der fünfteiligen Video/Sound-Installation Going Forth by Day, Solomon R. Guggenheim Museum, New York.[28]
- 2003: Five Angels for the Millennium (5-Kanal-Installation)[29][30]
- 2004: The Raft, Auftragsarbeit für die Olympischen Spiele in Athen[31]
- 2005: The Fall into Paradise
- 2007: Ocean Without a Shore – 52. Biennale von Venedig[32]
- 2007: The Return
- 2013: Self Portrait, Submerged, im Auftrag der Uffizien, für die Sammlung der Selbstportraits im Vasarikorridor, Florenz, It
- 2014+2016: Martyrs (Earth, Air, Fire, Water) und Mary , im Auftrag der St Paul’s Cathedral, London, UK[33]
- 2007–2018: The Night Journey

## Einzelausstellungen (Auswahl)
- 1973 und 1975: New Video Works,  und Rain – Three Interlocking Systems, Everson Museum of Art, Syracuse, New York, USA
- 1974 und 1977: The Kitchen, New York, USA
- 1979: Projects: Bill Viola, Museum of Modern Art, New York, USA (Gezeigt wurde He Weeps for You.)[34]
- 1980: Chott el-Djerid, Long Beach Museum of Art, Kalifornien, USA
- 1981: Works from 1976 to 1981, Vancouver Art Gallery, Ka
- 1982: Whitney Museum of American Art, New York
- 1983: Musée d’art moderne de la Ville de Paris, F
- 1985: Moderna Museet, Stockholm, Se
- 1985: The Temporary Contemporary, Museum of Contemporary Art, Los Angeles, USA
- 1987: Bill Viola: Installations, Museum of Modern Art, New York, USA[35]
- 1988: Reasons for Knocking at an Empty House: Video Installations and Videotapes, Riverside Studios, London, UK
- 1988: Bill Viola: Survey of a Decade, Contemporary Arts Museum Houston, USA
- 1989: Sonderausstellung im Rahmen der 3rd Fukui International Video Biennale, Fukui Fine Arts Museum, Fukui, Jp
- 1990: The Sleep of Reason, Fondation Cartier pour l’Art Contemporain, Jouy-en-Josas, F
- 1991: Video Projects, Museum für Moderne Kunst, Frankfurt/Main
- 1992–1994: Slowly Turning Narrative, Wanderausstellung durch USA und Kanada:
  - 1992: Institute of Contemporary Art, University of Pennsylvania
  - 1992: Virginia Museum of Fine Arts, Richmond
  - 1993: Musée d'Art Contemporain, Montreal, Ka
  - 1993: Indianapolis Museum of Contemporary Art, San Diego
  - 1994: Center for the Fine Arts, Miami
  - 1994: Parrish Art Museum, Southampton, New York
- 1992–1994: Bill Viola: Unseen Images / Nie gesehene Bilder / Images jamais vues, Kunsthalle Düsseldorf, Wanderausstellung:
  - 1993: Moderna Museet, Stockholm, Se
  - 1993: Museo Reina Sofía, Madrid, Es
  - 1993: Musée cantonal des Beaux-Arts, Lausanne, CH
  - 1993: Whitechapel Art Gallery, London, UK
  - 1994: Tel Aviv Museum of Art, Isr
- 1995: Bill Viola: Buried Secrets, Pavillon der USA, 46. Biennale von Venedig, It
- 1994: Stations, American Center, Paris, F
  - 1995: Van Abbemuseum, Eindhoven, Nl
  - 1996: Lannan Foundation, Los Angeles, US
  - 1996: Württembergischer Kunstverein, Stuttgart
- 1997–2000: Bill Viola, 25-Jahr-Retrospektive organisiert vom Whitney Museum of American Art, New York, USA
  - 1997: Los Angeles County Museum of Art, USA
  - 1998: Whitney, New York, USA
  - 1998: Stedelijk Museum, Amsterdam, Nl
  - 1999: Museum für Moderne Kunst, Schirn Kunsthalle, Heilig-Geist-Kirche im Dominikanerkloster, Römerhalle im Rathaus Römer und Deutsche Börse, Frankfurt am Main
  - 1999: San Francisco Museum of Modern Art, USA
  - 1999–2000: Art Institute of Chicago, USA
- 2002: Bill Viola: Going Forth by Day, Guggenheim Museum, New York, USA
  - Deutsche Guggenheim, Berlin
- 2003/04: Bill Viola. The Passions, Getty Museum, Los Angeles, USA
  - The National Gallery, London, UK
- 2014: Bill Viola: Passions, Kunstmuseum Bern, CH[36]
- 2014: Martyrs (Earth, Air Fire, Water), Festinstallation in St Paul’s Cathedral, London, UK[37]
  - 2016 wurde die Installation um das Video Mary ergänzt.[33]
- 2017: Bill Viola. Rinascimento elettronico,  Kuratoren Arturo Galansino und Kira Perov. Palazzo Strozzi, Florenz, It
- 2017: Bill Viola – Installationen, Deichtorhallen, Hamburg
- 2018: Bill Viola (Tristan’s Ascension, Fire Women), La Nueva Salinas, Ibiza, Sp[38]
- 2019: Bill Viola / Michelangelo. Life Death Rebirth, Royal Academy of Arts, London, UK[39]
- 2019: Infinite Journey, Moritzkirche Augsburg zu deren 1000-Jahr-Feier
- 2019: I Do Not Know What It Is I Am Like. The Art of Bill Viola, Barnes, Philadelphia, USA
- 2022: Bill Viola, Museum der Moderne Salzburg, Mönchsberg, At
- 2022: Bill Viola: Inner Journey, Amos Rex, Helsinki, Fi
- 2023/24: Bill Viola. Sculptor of Time, La Boverie, Lüttich, Be

## Gruppenausstellungen (Auswahl)
Neben der häufigen Teilnahme an der Whitney-Biennale waren Arbeiten Violas im MoMA zwischen 1975 und 1991 in insgesamt 17 Gruppenausstellungen und zwei Soloshows zu sehen. Die folgende Liste von Gruppenausstellungen, in denen Werke Violas zu sehen waren, machen auch deutlich, wie aktuell Videokunst in den 1970er und 1980er Jahren war und in den Neunzigern ganz zu einem Medium unter anderen wurde. Für die meisten Ausstellungen wurden Kataloge herausgegeben.
- 1972: St. Jude Invitational Exhibition, de Saisset Museum, University of Santa Clara, Kalifornien, USA
- 1974: Kunst bleibt Kunst: Projekt '74, Kölnischer Kunstverein, Köln
- 1975: 9e Biennale de Paris, Musée d’art moderne de la Ville de Paris, F
- 1977: documenta 6, Kassel
- 1977: 10e Biennale de Paris, Musée d’art moderne de la Ville de Paris, F
- 1978: International Open Encounter on Video, Tokyo '78, Sogetsu Kaikan, Tokio
- 1979: Everson Video Revue, Everson Museum of Art, Syracuse, New York, USA
  - Museum of Contemporary Art, Chicago
  - University Art Gallery, University of California, Berkeley
  - 1981: La Jolla Museum of Contemporary Art, Kalifornien
- 1981: International Video Art Festival, (Themen-Pavillon, Portopia '81), Kōbe, Jp
- 1982:  '60 '80: Attitudes/Concepts/Images, Stedelijk Museum, Amsterdam, Nl[42]
- 1983: Video as Attitude, Museum of Fine Arts, Museum of New Mexico, Santa Fe und University Art Museum, University of New Mexico, Albuquerque, USA
- 1984: 13e Festival International du Nouveau Cinéma & Vidéo, Montreal, Ka
- 1985: Currents: Transcendencies, Institute of Contemporary Art, Boston, USA
- 1986: Où va la vidéo? La Chartreuse, Villeneuve-lès-Avignon, F
- 1986: Arte e Scienza: Sez. Arte, Technologia, Informatica, 42. Biennale in Venedig, It
- 1987: The Arts for Television, Wanderausstellung organisiert vom Museum of Contemporary Art, Los Angeles, und dem Stedelijk Museum, Amsterdam
  - Institute of Contemporary Art, Boston, USA
  - Kölnischer Kunstverein, Köln
  - Kunsthaus Zürich, CH
  - Centro Videoarte, Palazzo dei Diamanti, Ferrara, It
  - 1988: Centro de Arte Reina Sofía, Madrid, Es
  - Museum Moderner Kunst, Wien, Au
  - San Francisco Museum of Modern Art, USA
  - Museum voor Hedendaagse Kunst, Gent, Be
  - Museum of Modern Art, New York, USA
  - Musée National d’Art Moderne, Centre Georges Pompidou, Paris, F
  - Tate Gallery, London, UK
- 1987: Avantgarde in the Eighties, Los Angeles County Museum of Art, USA
- 1987: Electrovisions: Japan 87 Television Festival, Video Gallery SCAN, Tokio, Jp
- 1987: L'époque, la mode, la morale, la passion: Aspects de l'art d'aujourd'hui, Musée National d’Art Moderne, Centre Georges Pompidou, Paris, F
- 1988: American Landscape Video: The Electronic Grove, Carnegie Museum of Art, Pittsburgh, USA
- 1989: Image World: Art and Media Culture, Whitney Museum, New York
- 1989: Video-Skulptur: retrospektiv und aktuell, 1963–1989, Kölnischer Kunstverein, Köln
- 1990: Passages de l'image, Musée National d’Art Moderne, Centre Georges Pompidou, Paris, F; Wanderausstellung:
  - 1991: Centre Cultural de la Fundació, Caixa de Pensions, Barcelona, Es
  - Power Plant, Toronto, Ka
  - Wexner Center for the Arts, Ohio State University, Columbus, USA
  - San Francisco Museum of Modern Art, USA
- 1991: Eröffnungsausstellung des Museums für Moderne Kunst, Frankfurt/Main
- 1991: Metropolis. Internationale Kunstausstellung 1991, Martin-Gropius-Bau, Berlin
- 1992: Documenta IX, Kassel
- 1993: At the Edge of Chaos: New Images of the World, Louisiana Museum of Modern Art, Humlebæk, Dm
- 1993: Feuer, Erde, Wasser, Luft, Deichtorhallen, Hamburg
- 1993: Widerstand: Denkbilder für die Zukunft, Haus der Kunst, München und Staatsgalerie Moderner Kunst, Augsburg
- 1994: Ik + de Ander/I and the Other: Dignity for All, Reflections on Humanity, Beurs van Berlage, Amsterdam, Nl
- 1994: Visions of America: Landscape as Metaphor in the Late Twentieth Century, Denver Art Museum und Columbus Museum of Art, Ohio, USA
- 1995: MultiMediale 4, ZKM, Karlsruhe
- 1996: Along the Frontier: Ann Hamilton, Bruce Nauman, Francesc Torres, Bill Viola, International Center of Photography (ICP), New York, USA; Wanderausstellung:
  - Russisches Museum, St. Petersburg, Ru
  - Rudolfinum, Prag, Cz
  - Galeria Zachęta, Warschau, Po
  - 1997: Soros Zentrum für zeitgenössische Kunst/Ukrainian House Gallery, Kiew, Uk
- 1996: Being & Time: The Emergence of Video Projection, US-Wanderausstellung:
  - Albright-Knox Art Gallery, Buffalo, New York
  - 1997: Cranbrook Art Museum, Bloomfield Hills, Michigan
  - Portland Art Gallery, Oregon
  - Contemporary Arts Museum Houston, Texas
  - SITE Santa Fe

## Publikationen
- Reasons for Knocking at an Empty House: Writings 1973–1994. Hrsg. von Robert Violette mit Bill Viola. Cambridge, Mass.: MIT Press; London: Thames and Hudson; Anthony d’Offay Gallery, 1995.

## Dokumentarfilme
- Mark Kidel: Bill Viola: The Eye of the Heart, Fernsehdokumentation, 1h, BBC, UK, 2003.[43]
- Gerald Fox: Bill Viola: The Road to St Paul's, 1.85:1, 101 Minuten, Foxy Films, UK/F/It/USA, 2005–2017.[44]